# La terra di Dio - God's Own Country
La terra di Dio - God's Own Country (God's Own Country) è un film del 2017 scritto e diretto da Francis Lee.

## Trama
Johnny Saxby è un venticinquenne che vive nello Yorkshire e lavora come allevatore di pecore. Ha sacrificato gli studi e un lavoro sicuro in città per gestire la fattoria di famiglia dopo che suo padre Martin è rimasto invalido. Johnny conduce una vita dura e piena di sacrifici, sfogandosi solamente con birre e sesso occasionale. Con l'avvicinarsi della stagione dell'agnellatura, il padre decide di assumere Georghe, un immigrato romeno, per aiutare il figlio già provato dal duro lavoro. Inizialmente Johnny si dimostra restio nei confronti di Georghe, ma ben presto il nuovo arrivato si dimostra un valido aiuto e tra i due nasce un forte legame, sessuale e sentimentale. Un sentimento che segna una svolta nella vita di Johnny.

## Produzione
Il film è in parte basato sulla vita personale del regista Francis Lee, che ha dovuto decidere se rimanere a lavorare nella fattoria della sua famiglia o andare alla scuola di cinema.
La produzione è stata finanziata con il programma iFeature del British Film Council con finanziamenti aggiuntivi garantiti da Creative England. Il film è stato girato nello Yorkshire, in particolare nell'area tra Laycock e Keighley, nel West Yorkshire. Alcune scene sono state girate nella fattoria della famiglia Lee, con Haworth e Otley che fanno da sfondo.

## Distribuzione
Il film è stato presentato in anteprima il 23 gennaio al Sundance Film Festival 2017 nella sezione "World Cinema Dramatic". Successivamente è stato presentato nella sezione "Panorama" alla 67ª edizione del Festival internazionale del cinema di Berlino.
Il film in Italia è stato distribuito il 24 maggio 2018 da Fil Rouge Media. Attualmente è disponibile anche in DVD per il mercato home video.

## Riconoscimenti
- 2018 - British Academy Film Awards[8]
  - Candidatura per il miglior film britannico
- 2017 - Sundance Film Festival
  - World Cinema Directing Award: Dramatic
- 2017 - Festival internazionale del cinema di Berlino
  - Teddy Award - Premio della giuria dei lettori di Männer
- 2017 - Frameline Film Festival
  - AT&T Audience Award - Best Feature
- 2017 - Edinburgh International Film Festival
  - Michael Powell Award per il miglior film britannico
- 2017 - Chicago International Film Festival
  - Silver Q-Hugo
- 2017 - Transilvania International Film Festival
  - Premio speciale della giuria
  - Candidatura per il miglior film
- 2017 - Festival del cinema di Stoccolma
  - Miglior attore a Josh O'Connor
  - Miglior regista a Francis Lee
  - Candidatura per Cavallo di bronzo al miglior film
- 2017 - British Independent Film Awards[9]
  - Miglior film indipendente britannico
  - Miglior attore a Josh O'Connor
  - Miglior sceneggiatura di debutto a Francis Lee
  - Candidatura per il Miglior regista a Francis Lee
  - Candidatura per il Miglior attore a Alec Secareanu
  - Candidatura per il Miglior attore non protagonista a Ian Hart
  - Candidatura per il Premio Douglas Hickox a Francis Lee
  - Candidatura per la Miglior sceneggiatura a Francis Lee
  - Candidatura per il Miglior produttore esordiente a Jack Tarling e Manon Ardisson
  - Candidatura per il Miglior casting a Shaheen Baig e Layla Merrick-Wolf
- 2018 - London Critics Circle Film Awards[10]
  - Regista rivelazione britannico/irlandese a Francis Lee
  - Candidatura per il film dell'anno
  - Candidatura per il film britannico/irlandese dell'anno
  - Candidatura per l'attore britannico/irlandese dell'anno a Josh O'Connor
  - Candidatura per il contributo tecnico dell'anno a Joshua James Richards (fotografia)
- 2018 - Satellite Award[11]
  - Miglior film
- 2018 - Dorian Awards[12]
  - Film ignorato dell'anno
  - Candidatura per il film LGBTQ dell'anno
- 2018 - GLAAD Media Awards[13]
  - Candidatura per il miglior film della piccola distribuzione
- 2018 - Empire Awards[14][15]
  - Miglior film britannico
  - Miglior debutto maschile a Josh O'Connor
  - Candidatura per la Miglior sceneggiatura a Francis Lee